# Gloucester Road (metropolitana di Londra)
Gloucester Road è una stazione della metropolitana di Londra, servita dalle linee Circle, District e Piccadilly.

## Storia

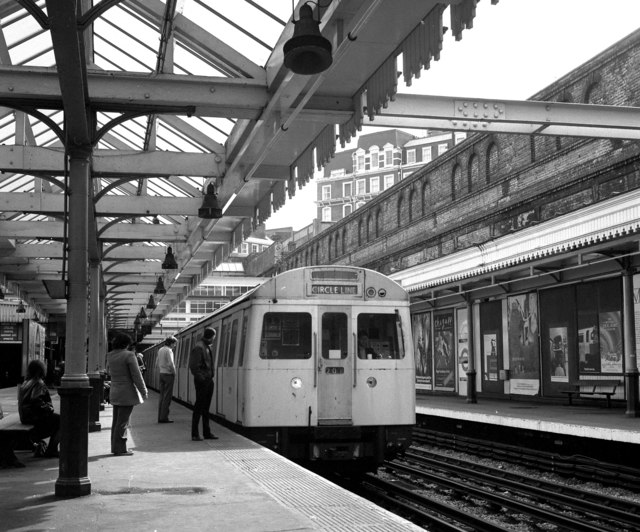
La stazione di Gloucester Road nel 1985

La stazione venne inaugurata il 1º ottobre 1868 dalla Metropolitan Railway (MR, l'odierna linea Metropolitan) sotto il nome di Brompton (Gloucester Road); lo scalo era l'ultimo della linea prima dell'estensione verso South Kensington, aperta al pubblico il 24 dicembre 1868 e già servita dai treni della District Railway (DR, l'odierna linea District). La stazione era provvista di quattro banchine protette da un tetto ellittico in metallo vetrificato; il fabbricato viaggiatori, invece, era di due piani ed era dotato di finestrelle arcuate e di una balaustra ornamentale.
Malgrado l'area di Belgravia a partire dagli anni 1840 venne coinvolta da una crescente urbanizzazione, la zona dove sarebbe sorta venne destinata all'uso ortofrutticolo per lungo tempo; solo sotto l'impulso dei proprietari terrieri locali (tra quest'ultimi figurava anche Lord Kensington) si decise di estendere Cromwell Road verso est e di inaugurare la stazione di Gloucester Road, favorendo quindi la diffusione dell'insediamento e delle funzioni urbane sul territorio.
Le banchine della linea Piccadilly, invece, vennero aperte il 15 dicembre 1906 dalla Great Northern, Piccadilly and Brompton Railway (GNP&BR), che prestava servizio tra Finsbury Park e Hammersmith. Per l'occasione venne costruito un nuovo fabbricato viaggiatori; per questo impiego fu assunto il britannico Leslie Green, che realizzò l'edificio interamente in terracotta rossa, con una facciata che presentava ampie finestre semicircolari.
La stazione, dal 7 novembre 1984, è un monumento classificato di Grado II.

## Strutture e impianti
L'entrata della stazione è situata nell'incrocio tra Gloucester Road e Cromwell Road. Si situa vicino al Cromwell Hospital, la Baden-Powell House e l'Imperial College London.
Gloucester Road è parte della Travelcard Zone 1.

## Interscambi
Nelle vicinanze della stazione effettuano fermata numerose linee urbane automobilistiche, gestite da London Buses.
- Fermata autobus